# Vingklippt ängel
Vingklippt ängel är en självbiografi av Berny Pålsson från 2004 utgiven på bokförlaget Forum.
I boken, som till viss del är självupplevd, får man följa karaktären med "Berny" fram och tillbaka till olika behandlingshem och mellan olika diagnoser. Hon börjar tidigt må dåligt och hittar snabbt hennes föräldrars bar- och medicinskåp. Redan i högstadiet har hon upptäckt flera sätt att missbruka på. Genom alkohol, droger, rakblad samt sex försöker hon att glömma den rädsla och smärta som finns inom henne.
Första året såldes boken i 26 000 exemplar och tog sig upp på nionde platsen på pockettoppen.